# Riesi bianco
Il Riesi bianco è un vino a DOC che può essere prodotto nei comuni di Riesi, Butera, Mazzarino, tutti in provincia di Caltanissetta.

## Vitigni con cui è consentito produrlo
- Ansonica e Chardonnay insieme o singolarmente minimo 75%
- altri vitigni a bacca bianca, non aromatici, idonei alla coltivazione per la provincia di Caltanissetta, fino ad un massimo del 25%.

## Tecniche produttive
Può essere commercializzato non prima del mese di febbraio dell'anno successivo alla vendemmia.

## Caratteristiche organolettiche
- colore: giallo paglierino più o meno intenso, talvolta con riflessi verdognoli;
- profumo: gradevole, fine, delicato;
- sapore: secco, sapido, armonico, delicato;

## Produzione
Provincia, stagione, volume in ettolitri